# Persiba Balikpapan
Persiba, sigla de Persatuan Sepak Bola Indonesia Balikpapan é um time de futebol da Indonésia com sede em Balikpapan. Também é denominado pela mídia como Persiba Balikpapan para o distinguir do clube Persiba Bantul.
O time é patrocinado pela Bank Kaltim.